# スカーズデール子爵
スカーズデール子爵（英: Viscount Scarsdale）は、連合王国貴族の子爵位。
1761年創設のグレートブリテン貴族スカーズデール男爵位を前身とし、5代目のスカーズデール男爵位を継承するジョージ・カーゾンが1911年にカーゾン伯位やレイブンズデール男爵位とともに与えられたのに始まる（さらに1921年にはカーゾン侯に叙される）。彼には男子がなく、彼の死とともにカーゾン侯位やカーゾン伯位は廃絶したが、スカーズデール子爵位には特別継承者の規定が付けられていたため、スカーズデール男爵位とともに甥に継承されて存続した。2019年現在の当主は第4代スカーズデール子爵ピーター・カーゾン。

## 歴史

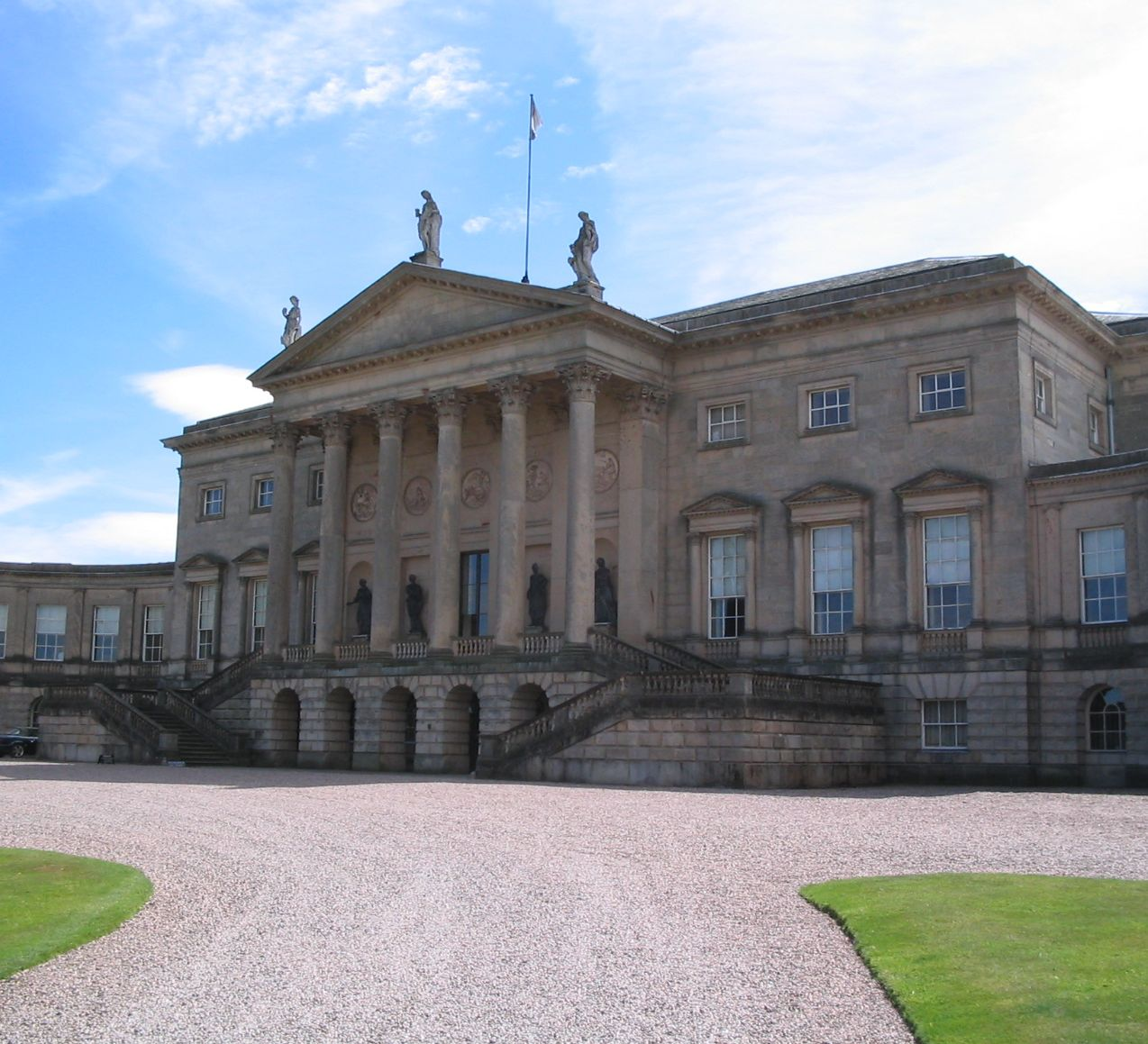
スカーズデール子爵カーゾン家邸宅ケドルストン・ホール

ケドルストン荘園 (Kedleston estate) の地主で、ブラックリー選挙区やダービーシャー選挙区から選出されて庶民院議員を務めたジョン・カーゾン(1599頃–1686)は、1636年6月18日にノヴァスコシアの準男爵位、1641年8月11日にイングランドの準男爵位を与えられた。
その曾孫の第5代準男爵サー・ナサニエル・カーゾン(1726–1804) もクリザーロー選挙区やダービーシャー選挙区から選出されてトーリー党の庶民院議員を務めた後、1761年4月9日にグレートブリテン貴族爵位ダービー州におけるスカーズデールのスカーズデール男爵（Baron Scarsdale, of Scarsdale in the County of Derby）に叙され、貴族院議員に転じた。
その玄孫で5代スカーズデール男爵位を継承するジョージ・ナサニエル・カーゾン(1859–1925)は、歴代当主の中で最も著名な人物である。彼は1899年から1905年にかけてインド総督を務めてインド支配の強化に努め、第一次世界大戦中には挙国一致内閣で閣僚職を歴任し、戦後の1919年から1924年にかけては外務大臣を務めて戦後処理に携わった政治家である。爵位も急上昇し、襲爵前の1898年11月11日にはアイルランド貴族ダービー州におけるケドルストンのケドルストンのカーゾン男爵（Baron Curzon of Kedleston, of Kedleston in the County of Derby)、同じく襲爵前の1911年11月2日に連合王国貴族ダービー州におけるケドルストンのケドルストンのカーゾン伯爵（Earl Curzon of Kedleston, of Kedleston in the County of Derby）とダービー州におけるスカーズデールの初代スカーズデール子爵（Viscount Scarsdale, of Scarsdale in the County of Derby）、ダービー州におけるレイブンズデールの初代レイブンズデール男爵（Baron Ravensdale, of Ravensdale in the County of Derby）に叙せられた。このうちスカーズデール子爵位は男子なき場合に父（4代スカーズデール男爵アルフレッド・カーゾン(1831–1916)）の男系男子に継承される旨の特別継承者(Special remainder)の規定があり、同じくレイブンズデール男爵位にも男子なき場合に娘とその男系男子に継承される旨の特別継承者の規定があった。さらに1916年の父の死により第5代スカーズデール男爵位を継承し、1921年6月28日には連合王国貴族ケドルストンのカーゾン侯爵（Marquess Curzon of Kedleston）に叙せられた。
1925年にカーゾン侯が男子のないまま死去するとカーゾン侯爵位とカーゾン伯爵位、カーゾン男爵位は廃絶した。一方スカーズデール子爵位とスカーズデール男爵位、2つの準男爵位は甥（弟アルフレッドの長男）にあたるリチャード・カーゾンに継承された（一方レイブンズデール男爵位はカーゾン侯の娘によって継承された）。
2代子爵リチャードにも男子がなく、3代子爵は従兄弟のフランシス・カーゾン(1924–2000)が継承した。彼の死後はその長男ピーター・カーゾン(1949-)が4代子爵位を継承し、2016年現在に至っている。
本邸はダービー州・ケドルストンにあるケドルストン・ホールである。
日本在住のハーブ研究家ベニシア・スタンリー・スミスは2代子爵リチャードの三女ジュリアとジョージ・スタンリー・スミスの間の次女にあたる。

## 現当主の保有爵位・準男爵位
現在の当主である第4代スカーズデール子爵ピーター・カーゾンは以下の爵位・準男爵位を保有している。
- ダービー州におけるスカーズデールの第4代スカーズデール子爵
（4th Viscount Scarsdale, of Scarsdale in the County of Derby）
(1911年11月2日の勅許状による連合王国貴族爵位)
- ダービー州におけるスカーズデールの第8代スカーズデール男爵
(8th Baron Scarsdale, of Scarsdale in the County of Derby)
(1761年4月9日の勅許状によるグレートブリテン貴族爵位)
- (ダービー州におけるケドルストンの)第12代準男爵
(12th Baronet, "of Kedleston, co. Derby"）
(1641年8月11日の勅許状によるイングランド準男爵位)
- (ダービー州におけるケドルストンの)第12代準男爵
(12th Baronet, "of Kedleston, co. Derby"）
(1636年6月18日の勅許状によるノヴァスコシア準男爵位)

## 一覧

### (ケドルストンの)準男爵 (1641年)
- 初代準男爵サー・ジョン・カーゾン（英語版） (1599頃–1686)
- 2代準男爵サー・ナサニエル・カーゾン (1640頃–1719)
- 3代準男爵サー・ジョン・カーゾン（英語版） (1674頃–1727)
- 4代準男爵サー・ナサニエル・カーゾン（英語版） (1676頃–1758)
- 5代準男爵サー・ナサニエル・カーゾン（英語版） (1726–1804) 
  - 1761年にスカーズデール男爵に叙される

### スカーズデール男爵 (1761年)
- 初代スカーズデール男爵ナサニエル・カーゾン（英語版） (1726–1804)
- 2代スカーズデール男爵ナサニエル・カーゾン（英語版） (1751–1837)

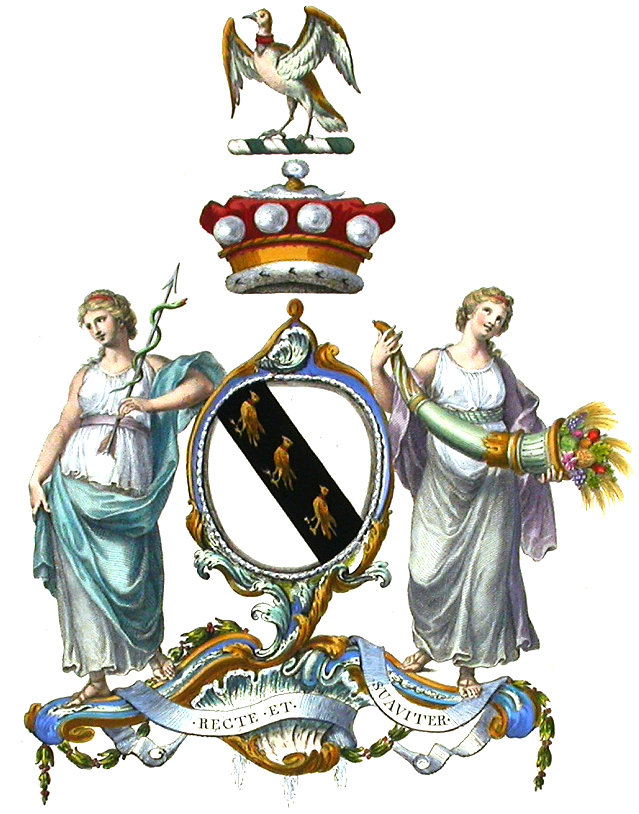
スカーズデール男爵家の紋章一式を描いたもの。

- 3代スカーズデール男爵ナサニエル・カーゾン (1781–1856)
- 4代スカーズデール男爵アルフレッド・ナサニエル・ホルデン・カーゾン (1831–1916)
- 5代スカーズデール男爵ジョージ・ナサニエル・カーゾン (1859–1925) 
  - 1911年にケドルストンのカーゾン伯爵とスカーズデール子爵、1921年にケドルストンのカーゾン侯爵に叙される

### ケドルストンのカーゾン侯 (1921年)
- 初代カーゾン侯・初代スカーズデール子爵・5代スカーズデール男爵ジョージ・ナサニエル・カーゾン (1859–1925)
  - カーゾン侯位・カーゾン伯位廃絶

### スカーズデール子爵 (1911年)
- 2代スカーズデール子爵・6代スカーズデール男爵リチャード・ナサニエル・カーゾン (1898–1977)
- 3代スカーズデール子爵・7代スカーズデール男爵フランシス・ジョン・ナサニエル・カーゾン（英語版） (1924–2000)
- 4代スカーズデール子爵・8代スカーズデール男爵ピーター・ジスラン・ナサニエル・カーゾン（英語版） (1949-)
  - 推定相続人は現当主の弟デイヴィッド・ジェイムズ・ナサニエル・カーゾン (1958-)

## 家系図
|                                                                                |                                                                                |                                                                                |                                                                                |                                                                                |                                                                                |  |  | 1641年(ケドルストン)準男爵 | | | | | |                                                                                 |                                                                                 | | | | | | |  |  | | | | | | |  |  |  |  |  |  |  |  |  |  |  |  |  |  |  |  |  |  |  |  |  |  |  |  |
|                                                                                |                                                                                |                                                                                |                                                                                |                                                                                |                                                                                |  |  | 初代(ケドルストン)準男爵 ジョン・カーゾン (1599頃-1686) | | | | | |                                                                                 |                                                                                 | | | | | | |  |  | | | | | | |  |  |  |  |  |  |  |  |  |  |  |  |  |  |  |  |  |  |  |  |  |  |  |  |
|                                                                                |                                                                                |                                                                                |                                                                                |                                                                                |                                                                                |  |  | | | | | | |                                                                                 |                                                                                 | | | | | | |  |  | | | | | | |  |  |  |  |  |  |  |  |  |  |  |  |  |  |  |  |  |  |  |  |  |  |  |  |
|                                                                                |                                                                                |                                                                                |                                                                                |                                                                                |                                                                                |  |  | 2代(ケドルストン)準男爵 ナサニエル・カーゾン (1640頃-1719)                                                                                                 | | | | | |                                                                                 |                                                                                 | | | | | | |  |  | | | | | | |  |  |  |  |  |  |  |  |  |  |  |  |  |  |  |  |  |  |  |  |  |  |  |  |
|                                                                                |                                                                                |                                                                                |                                                                                |                                                                                |                                                                                |  |  | | | | | | |                                                                                 |                                                                                 | | | | | | |  |  | | | | | | |  |  |  |  |  |  |  |  |  |  |  |  |  |  |  |  |  |  |  |  |  |  |  |  |
|                                                                                |                                                                                |                                                                                |                                                                                |                                                                                |                                                                                |  |  | | | | | | |                                                                                 |                                                                                 | | | | | | |  |  | | | | | | |  |  |  |  |  |  |  |  |  |  |  |  |  |  |  |  |  |  |  |  |  |  |  |  |
| 3代(ケドルストン)準男爵 ジョン・カーゾン (1674頃-1727)                         | 3代(ケドルストン)準男爵 ジョン・カーゾン (1674頃-1727)                         | 3代(ケドルストン)準男爵 ジョン・カーゾン (1674頃-1727)                         | 3代(ケドルストン)準男爵 ジョン・カーゾン (1674頃-1727)                         | 3代(ケドルストン)準男爵 ジョン・カーゾン (1674頃-1727)                         | 3代(ケドルストン)準男爵 ジョン・カーゾン (1674頃-1727)                         |  |  | 4代(ケドルストン)準男爵 ナサニエル・カーゾン (1676頃-1758)                                                                                                 | 4代(ケドルストン)準男爵 ナサニエル・カーゾン (1676頃-1758)                                                                                                 | 4代(ケドルストン)準男爵 ナサニエル・カーゾン (1676頃-1758)                                                                                                 | 4代(ケドルストン)準男爵 ナサニエル・カーゾン (1676頃-1758)                                                                                                 | 4代(ケドルストン)準男爵 ナサニエル・カーゾン (1676頃-1758)                                                                                                 | 4代(ケドルストン)準男爵 ナサニエル・カーゾン (1676頃-1758)                                                                                                 |                                                                                 |                                                                                 | | | | | | |  |  | | | | | | |  |  |  |  |  |  |  |  |  |  |  |  |  |  |  |  |  |  |  |  |  |  |  |  |
| 3代(ケドルストン)準男爵 ジョン・カーゾン (1674頃-1727)                         | 3代(ケドルストン)準男爵 ジョン・カーゾン (1674頃-1727)                         | 3代(ケドルストン)準男爵 ジョン・カーゾン (1674頃-1727)                         | 3代(ケドルストン)準男爵 ジョン・カーゾン (1674頃-1727)                         | 3代(ケドルストン)準男爵 ジョン・カーゾン (1674頃-1727)                         | 3代(ケドルストン)準男爵 ジョン・カーゾン (1674頃-1727)                         |  |  | 4代(ケドルストン)準男爵 ナサニエル・カーゾン (1676頃-1758)                                                                                                 | 4代(ケドルストン)準男爵 ナサニエル・カーゾン (1676頃-1758)                                                                                                 | 4代(ケドルストン)準男爵 ナサニエル・カーゾン (1676頃-1758)                                                                                                 | 4代(ケドルストン)準男爵 ナサニエル・カーゾン (1676頃-1758)                                                                                                 | 4代(ケドルストン)準男爵 ナサニエル・カーゾン (1676頃-1758)                                                                                                 | 4代(ケドルストン)準男爵 ナサニエル・カーゾン (1676頃-1758)                                                                                                 |                                                                                 |                                                                                 | | | | | | |  |  | | | | | | |  |  |  |  |  |  |  |  |  |  |  |  |  |  |  |  |  |  |  |  |  |  |  |  |
|                                                                                |                                                                                |                                                                                |                                                                                |                                                                                |                                                                                |  |  | | | | | | |                                                                                 |                                                                                 | | | | | | |  |  | | | | | | |  |  |  |  |  |  |  |  |  |  |  |  |  |  |  |  |  |  |  |  |  |  |  |  |
|                                                                                |                                                                                |                                                                                |                                                                                |                                                                                |                                                                                |  |  | 1761年スカーズデール男爵 | 1761年スカーズデール男爵 | 1761年スカーズデール男爵 | 1761年スカーズデール男爵 | 1761年スカーズデール男爵 | 1761年スカーズデール男爵 |                                                                                 |                                                                                 | 1802年カーゾン子爵                                                                                    | 1802年カーゾン子爵                                                                                    | 1802年カーゾン子爵                                                                                    | 1802年カーゾン子爵                                                                                    | 1802年カーゾン子爵                                                                                    | 1802年カーゾン子爵                                                                                    |  |  | | | | | | |  |  |  |  |  |  |  |  |  |  |  |  |  |  |  |  |  |  |  |  |  |  |  |  |
|                                                                                |                                                                                |                                                                                |                                                                                |                                                                                |                                                                                |  |  | 1761年スカーズデール男爵 | 1761年スカーズデール男爵 | 1761年スカーズデール男爵 | 1761年スカーズデール男爵 | 1761年スカーズデール男爵 | 1761年スカーズデール男爵 | 初代スカーズデール男爵 5代(ケドルストン)準男爵 ナサニエル・カーゾン (1726-1804) | 初代スカーズデール男爵 5代(ケドルストン)準男爵 ナサニエル・カーゾン (1726-1804) | 初代スカーズデール男爵 5代(ケドルストン)準男爵 ナサニエル・カーゾン (1726-1804)                       | 初代スカーズデール男爵 5代(ケドルストン)準男爵 ナサニエル・カーゾン (1726-1804)                       | 初代スカーズデール男爵 5代(ケドルストン)準男爵 ナサニエル・カーゾン (1726-1804)                       | 初代スカーズデール男爵 5代(ケドルストン)準男爵 ナサニエル・カーゾン (1726-1804)                       | 1802年カーゾン子爵                                                                                    | 1802年カーゾン子爵                                                                                    |  |  | 初代カーゾン子爵 アシュトン・カーゾン (1730-1820)                                                     | 初代カーゾン子爵 アシュトン・カーゾン (1730-1820)                                                     | 初代カーゾン子爵 アシュトン・カーゾン (1730-1820)                                                     | 初代カーゾン子爵 アシュトン・カーゾン (1730-1820)                                                     | 初代カーゾン子爵 アシュトン・カーゾン (1730-1820)                                                     | 初代カーゾン子爵 アシュトン・カーゾン (1730-1820)                                                     |  |  |  |  |  |  |  |  |  |  |  |  |  |  |  |  |  |  |  |  |  |  |  |  |
|                                                                                |                                                                                |                                                                                |                                                                                |                                                                                |                                                                                |  |  | | | | | | | 初代スカーズデール男爵 5代(ケドルストン)準男爵 ナサニエル・カーゾン (1726-1804) | 初代スカーズデール男爵 5代(ケドルストン)準男爵 ナサニエル・カーゾン (1726-1804) | 初代スカーズデール男爵 5代(ケドルストン)準男爵 ナサニエル・カーゾン (1726-1804)                       | 初代スカーズデール男爵 5代(ケドルストン)準男爵 ナサニエル・カーゾン (1726-1804)                       | 初代スカーズデール男爵 5代(ケドルストン)準男爵 ナサニエル・カーゾン (1726-1804)                       | 初代スカーズデール男爵 5代(ケドルストン)準男爵 ナサニエル・カーゾン (1726-1804)                       | | |  |  | 初代カーゾン子爵 アシュトン・カーゾン (1730-1820)                                                     | 初代カーゾン子爵 アシュトン・カーゾン (1730-1820)                                                     | 初代カーゾン子爵 アシュトン・カーゾン (1730-1820)                                                     | 初代カーゾン子爵 アシュトン・カーゾン (1730-1820)                                                     | 初代カーゾン子爵 アシュトン・カーゾン (1730-1820)                                                     | 初代カーゾン子爵 アシュトン・カーゾン (1730-1820)                                                     |  |  |  |  |  |  |  |  |  |  |  |  |  |  |  |  |  |  |  |  |  |  |  |  |
|                                                                                |                                                                                |                                                                                |                                                                                |                                                                                |                                                                                |  |  | | | | | | |                                                                                 |                                                                                 | ハウ伯爵へ                                                                                            | | | | | |  |  | | | | | | |  |  |  |  |  |  |  |  |  |  |  |  |  |  |  |  |  |  |  |  |  |  |  |  |
|                                                                                |                                                                                |                                                                                |                                                                                |                                                                                |                                                                                |  |  | 2代スカーズデール男爵 6代(ケドルストン)準男爵 ナサニエル・カーゾン (1751-1837)                                                                             | | | | | |                                                                                 |                                                                                 | | | | | | |  |  | | | | | | |  |  |  |  |  |  |  |  |  |  |  |  |  |  |  |  |  |  |  |  |  |  |  |  |
|                                                                                |                                                                                |                                                                                |                                                                                |                                                                                |                                                                                |  |  | | | | | | |                                                                                 |                                                                                 | | | | | | |  |  | | | | | | |  |  |  |  |  |  |  |  |  |  |  |  |  |  |  |  |  |  |  |  |  |  |  |  |
|                                                                                |                                                                                |                                                                                |                                                                                |                                                                                |                                                                                |  |  | | | | | | |                                                                                 |                                                                                 | | | | | | |  |  | | | | | | |  |  |  |  |  |  |  |  |  |  |  |  |  |  |  |  |  |  |  |  |  |  |  |  |
| 3代スカーズデール男爵 7代(ケドルストン)準男爵 ナサニエル・カーゾン (1781-1856) | 3代スカーズデール男爵 7代(ケドルストン)準男爵 ナサニエル・カーゾン (1781-1856) | 3代スカーズデール男爵 7代(ケドルストン)準男爵 ナサニエル・カーゾン (1781-1856) | 3代スカーズデール男爵 7代(ケドルストン)準男爵 ナサニエル・カーゾン (1781-1856) | 3代スカーズデール男爵 7代(ケドルストン)準男爵 ナサニエル・カーゾン (1781-1856) | 3代スカーズデール男爵 7代(ケドルストン)準男爵 ナサニエル・カーゾン (1781-1856) |  |  | アルフレッド・カーゾン (1801-1850) | アルフレッド・カーゾン (1801-1850) | アルフレッド・カーゾン (1801-1850) | アルフレッド・カーゾン (1801-1850) | アルフレッド・カーゾン (1801-1850) | アルフレッド・カーゾン (1801-1850) |                                                                                 |                                                                                 | | | | | | |  |  | | | | | | |  |  |  |  |  |  |  |  |  |  |  |  |  |  |  |  |  |  |  |  |  |  |  |  |
| 3代スカーズデール男爵 7代(ケドルストン)準男爵 ナサニエル・カーゾン (1781-1856) | 3代スカーズデール男爵 7代(ケドルストン)準男爵 ナサニエル・カーゾン (1781-1856) | 3代スカーズデール男爵 7代(ケドルストン)準男爵 ナサニエル・カーゾン (1781-1856) | 3代スカーズデール男爵 7代(ケドルストン)準男爵 ナサニエル・カーゾン (1781-1856) | 3代スカーズデール男爵 7代(ケドルストン)準男爵 ナサニエル・カーゾン (1781-1856) | 3代スカーズデール男爵 7代(ケドルストン)準男爵 ナサニエル・カーゾン (1781-1856) |  |  | アルフレッド・カーゾン (1801-1850) | アルフレッド・カーゾン (1801-1850) | アルフレッド・カーゾン (1801-1850) | アルフレッド・カーゾン (1801-1850) | アルフレッド・カーゾン (1801-1850) | アルフレッド・カーゾン (1801-1850) |                                                                                 |                                                                                 | | | | | | |  |  | | | | | | |  |  |  |  |  |  |  |  |  |  |  |  |  |  |  |  |  |  |  |  |  |  |  |  |
|                                                                                |                                                                                |                                                                                |                                                                                |                                                                                |                                                                                |  |  | 4代スカーズデール男爵 8代(ケドルストン)準男爵 アルフレッド・カーゾン (1831-1916)                                                                           | | | | | |                                                                                 |                                                                                 | | | | | | |  |  | | | | | | |  |  |  |  |  |  |  |  |  |  |  |  |  |  |  |  |  |  |  |  |  |  |  |  |
|                                                                                |                                                                                |                                                                                |                                                                                |                                                                                |                                                                                |  |  | | | | | | |                                                                                 |                                                                                 | | | | | | |  |  | | | | | | |  |  |  |  |  |  |  |  |  |  |  |  |  |  |  |  |  |  |  |  |  |  |  |  |
|                                                                                |                                                                                |                                                                                |                                                                                |                                                                                |                                                                                |  |  | | | | | | |                                                                                 |                                                                                 | | | | | | |  |  | | | | | | |  |  |  |  |  |  |  |  |  |  |  |  |  |  |  |  |  |  |  |  |  |  |  |  |
|                                                                                |                                                                                |                                                                                |                                                                                |                                                                                |                                                                                |  |  | 1911年カーゾン伯 1911年スカーズデール子爵 1911年レイブンズデール男爵 1921年カーゾン侯                                                                      | | | | | |                                                                                 |                                                                                 | | | | | | |  |  | | | | | | |  |  |  |  |  |  |  |  |  |  |  |  |  |  |  |  |  |  |  |  |  |  |  |  |
|                                                                                |                                                                                |                                                                                |                                                                                |                                                                                |                                                                                |  |  | 初代カーゾン侯 初代カーゾン伯 初代スカーズデール子爵 5代スカーズデール男爵 初代レイブンズデール男爵 9代(ケドルストン)準男爵 ジョージ・カーゾン (1859-1925) | 初代カーゾン侯 初代カーゾン伯 初代スカーズデール子爵 5代スカーズデール男爵 初代レイブンズデール男爵 9代(ケドルストン)準男爵 ジョージ・カーゾン (1859-1925) | 初代カーゾン侯 初代カーゾン伯 初代スカーズデール子爵 5代スカーズデール男爵 初代レイブンズデール男爵 9代(ケドルストン)準男爵 ジョージ・カーゾン (1859-1925) | 初代カーゾン侯 初代カーゾン伯 初代スカーズデール子爵 5代スカーズデール男爵 初代レイブンズデール男爵 9代(ケドルストン)準男爵 ジョージ・カーゾン (1859-1925) | 初代カーゾン侯 初代カーゾン伯 初代スカーズデール子爵 5代スカーズデール男爵 初代レイブンズデール男爵 9代(ケドルストン)準男爵 ジョージ・カーゾン (1859-1925) | 初代カーゾン侯 初代カーゾン伯 初代スカーズデール子爵 5代スカーズデール男爵 初代レイブンズデール男爵 9代(ケドルストン)準男爵 ジョージ・カーゾン (1859-1925) |                                                                                 |                                                                                 | アルフレッド・カーゾン (1860-1920)                                                                    | アルフレッド・カーゾン (1860-1920)                                                                    | アルフレッド・カーゾン (1860-1920)                                                                    | アルフレッド・カーゾン (1860-1920)                                                                    | アルフレッド・カーゾン (1860-1920)                                                                    | アルフレッド・カーゾン (1860-1920)                                                                    |  |  | フランシス・カーゾン (1865-1941)                                                                      | フランシス・カーゾン (1865-1941)                                                                      | フランシス・カーゾン (1865-1941)                                                                      | フランシス・カーゾン (1865-1941)                                                                      | フランシス・カーゾン (1865-1941)                                                                      | フランシス・カーゾン (1865-1941)                                                                      |  |  |  |  |  |  |  |  |  |  |  |  |  |  |  |  |  |  |  |  |  |  |  |  |
|                                                                                |                                                                                |                                                                                |                                                                                |                                                                                |                                                                                |  |  | 初代カーゾン侯 初代カーゾン伯 初代スカーズデール子爵 5代スカーズデール男爵 初代レイブンズデール男爵 9代(ケドルストン)準男爵 ジョージ・カーゾン (1859-1925) | 初代カーゾン侯 初代カーゾン伯 初代スカーズデール子爵 5代スカーズデール男爵 初代レイブンズデール男爵 9代(ケドルストン)準男爵 ジョージ・カーゾン (1859-1925) | 初代カーゾン侯 初代カーゾン伯 初代スカーズデール子爵 5代スカーズデール男爵 初代レイブンズデール男爵 9代(ケドルストン)準男爵 ジョージ・カーゾン (1859-1925) | 初代カーゾン侯 初代カーゾン伯 初代スカーズデール子爵 5代スカーズデール男爵 初代レイブンズデール男爵 9代(ケドルストン)準男爵 ジョージ・カーゾン (1859-1925) | 初代カーゾン侯 初代カーゾン伯 初代スカーズデール子爵 5代スカーズデール男爵 初代レイブンズデール男爵 9代(ケドルストン)準男爵 ジョージ・カーゾン (1859-1925) | 初代カーゾン侯 初代カーゾン伯 初代スカーズデール子爵 5代スカーズデール男爵 初代レイブンズデール男爵 9代(ケドルストン)準男爵 ジョージ・カーゾン (1859-1925) | カーゾン侯・カーゾン伯廃絶                                                      |                                                                                 | アルフレッド・カーゾン (1860-1920)                                                                    | アルフレッド・カーゾン (1860-1920)                                                                    | アルフレッド・カーゾン (1860-1920)                                                                    | アルフレッド・カーゾン (1860-1920)                                                                    | アルフレッド・カーゾン (1860-1920)                                                                    | アルフレッド・カーゾン (1860-1920)                                                                    |  |  | フランシス・カーゾン (1865-1941)                                                                      | フランシス・カーゾン (1865-1941)                                                                      | フランシス・カーゾン (1865-1941)                                                                      | フランシス・カーゾン (1865-1941)                                                                      | フランシス・カーゾン (1865-1941)                                                                      | フランシス・カーゾン (1865-1941)                                                                      |  |  |  |  |  |  |  |  |  |  |  |  |  |  |  |  |  |  |  |  |  |  |  |  |
|                                                                                |                                                                                |                                                                                |                                                                                |                                                                                |                                                                                |  |  | | | | | | |                                                                                 |                                                                                 | | | | | | |  |  | | | | | | |  |  |  |  |  |  |  |  |  |  |  |  |  |  |  |  |  |  |  |  |  |  |  |  |
|                                                                                |                                                                                |                                                                                |                                                                                |                                                                                |                                                                                |  |  | | | | | | |                                                                                 |                                                                                 | | | | | | |  |  | | | | | | |  |  |  |  |  |  |  |  |  |  |  |  |  |  |  |  |  |  |  |  |  |  |  |  |
| 2代レイブンズデール女男爵 アイリーン・カーゾン (1896-1966)                     | 2代レイブンズデール女男爵 アイリーン・カーゾン (1896-1966)                     | 2代レイブンズデール女男爵 アイリーン・カーゾン (1896-1966)                     | 2代レイブンズデール女男爵 アイリーン・カーゾン (1896-1966)                     | 2代レイブンズデール女男爵 アイリーン・カーゾン (1896-1966)                     | 2代レイブンズデール女男爵 アイリーン・カーゾン (1896-1966)                     |  |  | シンシア・モズレー (1898-1933) m. 6代(アンコーツ)準男爵 オズワルド・モズレー (1896-1980)                                                                   | シンシア・モズレー (1898-1933) m. 6代(アンコーツ)準男爵 オズワルド・モズレー (1896-1980)                                                                   | シンシア・モズレー (1898-1933) m. 6代(アンコーツ)準男爵 オズワルド・モズレー (1896-1980)                                                                   | シンシア・モズレー (1898-1933) m. 6代(アンコーツ)準男爵 オズワルド・モズレー (1896-1980)                                                                   | シンシア・モズレー (1898-1933) m. 6代(アンコーツ)準男爵 オズワルド・モズレー (1896-1980)                                                                   | シンシア・モズレー (1898-1933) m. 6代(アンコーツ)準男爵 オズワルド・モズレー (1896-1980)                                                                   |                                                                                 |                                                                                 | 2代スカーズデール子爵 6代スカーズデール男爵 10代(ケドルストン)準男爵 リチャード・カーゾン (1898-1977) | 2代スカーズデール子爵 6代スカーズデール男爵 10代(ケドルストン)準男爵 リチャード・カーゾン (1898-1977) | 2代スカーズデール子爵 6代スカーズデール男爵 10代(ケドルストン)準男爵 リチャード・カーゾン (1898-1977) | 2代スカーズデール子爵 6代スカーズデール男爵 10代(ケドルストン)準男爵 リチャード・カーゾン (1898-1977) | 2代スカーズデール子爵 6代スカーズデール男爵 10代(ケドルストン)準男爵 リチャード・カーゾン (1898-1977) | 2代スカーズデール子爵 6代スカーズデール男爵 10代(ケドルストン)準男爵 リチャード・カーゾン (1898-1977) |  |  | 3代スカーズデール子爵 7代スカーズデール男爵 11代(ケドルストン)準男爵 フランシス・カーゾン (1924-2000) | 3代スカーズデール子爵 7代スカーズデール男爵 11代(ケドルストン)準男爵 フランシス・カーゾン (1924-2000) | 3代スカーズデール子爵 7代スカーズデール男爵 11代(ケドルストン)準男爵 フランシス・カーゾン (1924-2000) | 3代スカーズデール子爵 7代スカーズデール男爵 11代(ケドルストン)準男爵 フランシス・カーゾン (1924-2000) | 3代スカーズデール子爵 7代スカーズデール男爵 11代(ケドルストン)準男爵 フランシス・カーゾン (1924-2000) | 3代スカーズデール子爵 7代スカーズデール男爵 11代(ケドルストン)準男爵 フランシス・カーゾン (1924-2000) |  |  |  |  |  |  |  |  |  |  |  |  |  |  |  |  |  |  |  |  |  |  |  |  |
| 2代レイブンズデール女男爵 アイリーン・カーゾン (1896-1966)                     | 2代レイブンズデール女男爵 アイリーン・カーゾン (1896-1966)                     | 2代レイブンズデール女男爵 アイリーン・カーゾン (1896-1966)                     | 2代レイブンズデール女男爵 アイリーン・カーゾン (1896-1966)                     | 2代レイブンズデール女男爵 アイリーン・カーゾン (1896-1966)                     | 2代レイブンズデール女男爵 アイリーン・カーゾン (1896-1966)                     |  |  | シンシア・モズレー (1898-1933) m. 6代(アンコーツ)準男爵 オズワルド・モズレー (1896-1980)                                                                   | シンシア・モズレー (1898-1933) m. 6代(アンコーツ)準男爵 オズワルド・モズレー (1896-1980)                                                                   | シンシア・モズレー (1898-1933) m. 6代(アンコーツ)準男爵 オズワルド・モズレー (1896-1980)                                                                   | シンシア・モズレー (1898-1933) m. 6代(アンコーツ)準男爵 オズワルド・モズレー (1896-1980)                                                                   | シンシア・モズレー (1898-1933) m. 6代(アンコーツ)準男爵 オズワルド・モズレー (1896-1980)                                                                   | シンシア・モズレー (1898-1933) m. 6代(アンコーツ)準男爵 オズワルド・モズレー (1896-1980)                                                                   |                                                                                 |                                                                                 | 2代スカーズデール子爵 6代スカーズデール男爵 10代(ケドルストン)準男爵 リチャード・カーゾン (1898-1977) | 2代スカーズデール子爵 6代スカーズデール男爵 10代(ケドルストン)準男爵 リチャード・カーゾン (1898-1977) | 2代スカーズデール子爵 6代スカーズデール男爵 10代(ケドルストン)準男爵 リチャード・カーゾン (1898-1977) | 2代スカーズデール子爵 6代スカーズデール男爵 10代(ケドルストン)準男爵 リチャード・カーゾン (1898-1977) | 2代スカーズデール子爵 6代スカーズデール男爵 10代(ケドルストン)準男爵 リチャード・カーゾン (1898-1977) | 2代スカーズデール子爵 6代スカーズデール男爵 10代(ケドルストン)準男爵 リチャード・カーゾン (1898-1977) |  |  | 3代スカーズデール子爵 7代スカーズデール男爵 11代(ケドルストン)準男爵 フランシス・カーゾン (1924-2000) | 3代スカーズデール子爵 7代スカーズデール男爵 11代(ケドルストン)準男爵 フランシス・カーゾン (1924-2000) | 3代スカーズデール子爵 7代スカーズデール男爵 11代(ケドルストン)準男爵 フランシス・カーゾン (1924-2000) | 3代スカーズデール子爵 7代スカーズデール男爵 11代(ケドルストン)準男爵 フランシス・カーゾン (1924-2000) | 3代スカーズデール子爵 7代スカーズデール男爵 11代(ケドルストン)準男爵 フランシス・カーゾン (1924-2000) | 3代スカーズデール子爵 7代スカーズデール男爵 11代(ケドルストン)準男爵 フランシス・カーゾン (1924-2000) |  |  |  |  |  |  |  |  |  |  |  |  |  |  |  |  |  |  |  |  |  |  |  |  |
|                                                                                |                                                                                |                                                                                |                                                                                |                                                                                |                                                                                |  |  | 3代レイブンズデール男爵 7代(アンコーツ)準男爵 ニコラス・モズレー (1923-2017)                                                                               | 3代レイブンズデール男爵 7代(アンコーツ)準男爵 ニコラス・モズレー (1923-2017)                                                                               | 3代レイブンズデール男爵 7代(アンコーツ)準男爵 ニコラス・モズレー (1923-2017)                                                                               | 3代レイブンズデール男爵 7代(アンコーツ)準男爵 ニコラス・モズレー (1923-2017)                                                                               | 3代レイブンズデール男爵 7代(アンコーツ)準男爵 ニコラス・モズレー (1923-2017)                                                                               | 3代レイブンズデール男爵 7代(アンコーツ)準男爵 ニコラス・モズレー (1923-2017)                                                                               |                                                                                 |                                                                                 | ジュリアナ・カーゾン (1928-2006) m. ジョージ・スタンリー・スミス                                      | ジュリアナ・カーゾン (1928-2006) m. ジョージ・スタンリー・スミス                                      | ジュリアナ・カーゾン (1928-2006) m. ジョージ・スタンリー・スミス                                      | ジュリアナ・カーゾン (1928-2006) m. ジョージ・スタンリー・スミス                                      | ジュリアナ・カーゾン (1928-2006) m. ジョージ・スタンリー・スミス                                      | ジュリアナ・カーゾン (1928-2006) m. ジョージ・スタンリー・スミス                                      |  |  | 4代スカーズデール子爵 8代スカーズデール男爵 12代(ケドルストン)準男爵 ピーター・カーゾン (1949-)       | 4代スカーズデール子爵 8代スカーズデール男爵 12代(ケドルストン)準男爵 ピーター・カーゾン (1949-)       | 4代スカーズデール子爵 8代スカーズデール男爵 12代(ケドルストン)準男爵 ピーター・カーゾン (1949-)       | 4代スカーズデール子爵 8代スカーズデール男爵 12代(ケドルストン)準男爵 ピーター・カーゾン (1949-)       | 4代スカーズデール子爵 8代スカーズデール男爵 12代(ケドルストン)準男爵 ピーター・カーゾン (1949-)       | 4代スカーズデール子爵 8代スカーズデール男爵 12代(ケドルストン)準男爵 ピーター・カーゾン (1949-)       |  |  |  |  |  |  |  |  |  |  |  |  |  |  |  |  |  |  |  |  |  |  |  |  |
|                                                                                |                                                                                |                                                                                |                                                                                |                                                                                |                                                                                |  |  | 3代レイブンズデール男爵 7代(アンコーツ)準男爵 ニコラス・モズレー (1923-2017)                                                                               | 3代レイブンズデール男爵 7代(アンコーツ)準男爵 ニコラス・モズレー (1923-2017)                                                                               | 3代レイブンズデール男爵 7代(アンコーツ)準男爵 ニコラス・モズレー (1923-2017)                                                                               | 3代レイブンズデール男爵 7代(アンコーツ)準男爵 ニコラス・モズレー (1923-2017)                                                                               | 3代レイブンズデール男爵 7代(アンコーツ)準男爵 ニコラス・モズレー (1923-2017)                                                                               | 3代レイブンズデール男爵 7代(アンコーツ)準男爵 ニコラス・モズレー (1923-2017)                                                                               |                                                                                 |                                                                                 | ジュリアナ・カーゾン (1928-2006) m. ジョージ・スタンリー・スミス                                      | ジュリアナ・カーゾン (1928-2006) m. ジョージ・スタンリー・スミス                                      | ジュリアナ・カーゾン (1928-2006) m. ジョージ・スタンリー・スミス                                      | ジュリアナ・カーゾン (1928-2006) m. ジョージ・スタンリー・スミス                                      | ジュリアナ・カーゾン (1928-2006) m. ジョージ・スタンリー・スミス                                      | ジュリアナ・カーゾン (1928-2006) m. ジョージ・スタンリー・スミス                                      |  |  | 4代スカーズデール子爵 8代スカーズデール男爵 12代(ケドルストン)準男爵 ピーター・カーゾン (1949-)       | 4代スカーズデール子爵 8代スカーズデール男爵 12代(ケドルストン)準男爵 ピーター・カーゾン (1949-)       | 4代スカーズデール子爵 8代スカーズデール男爵 12代(ケドルストン)準男爵 ピーター・カーゾン (1949-)       | 4代スカーズデール子爵 8代スカーズデール男爵 12代(ケドルストン)準男爵 ピーター・カーゾン (1949-)       | 4代スカーズデール子爵 8代スカーズデール男爵 12代(ケドルストン)準男爵 ピーター・カーゾン (1949-)       | 4代スカーズデール子爵 8代スカーズデール男爵 12代(ケドルストン)準男爵 ピーター・カーゾン (1949-)       |  |  |  |  |  |  |  |  |  |  |  |  |  |  |  |  |  |  |  |  |  |  |  |  |
|                                                                                |                                                                                |                                                                                |                                                                                |                                                                                |                                                                                |  |  | ショーン・モズレー (1949-2009) | ショーン・モズレー (1949-2009) | ショーン・モズレー (1949-2009) | ショーン・モズレー (1949-2009) | ショーン・モズレー (1949-2009) | ショーン・モズレー (1949-2009) |                                                                                 |                                                                                 | ベニシア・スタンリー・スミス (1950-2023) m. 梶山正                                                    | ベニシア・スタンリー・スミス (1950-2023) m. 梶山正                                                    | ベニシア・スタンリー・スミス (1950-2023) m. 梶山正                                                    | ベニシア・スタンリー・スミス (1950-2023) m. 梶山正                                                    | ベニシア・スタンリー・スミス (1950-2023) m. 梶山正                                                    | ベニシア・スタンリー・スミス (1950-2023) m. 梶山正                                                    |  |  | デイヴィッド・カーゾン (法定推定相続人) (1983-)                                                       | デイヴィッド・カーゾン (法定推定相続人) (1983-)                                                       | デイヴィッド・カーゾン (法定推定相続人) (1983-)                                                       | デイヴィッド・カーゾン (法定推定相続人) (1983-)                                                       | デイヴィッド・カーゾン (法定推定相続人) (1983-)                                                       | デイヴィッド・カーゾン (法定推定相続人) (1983-)                                                       |  |  |  |  |  |  |  |  |  |  |  |  |  |  |  |  |  |  |  |  |  |  |  |  |
|                                                                                |                                                                                |                                                                                |                                                                                |                                                                                |                                                                                |  |  | ショーン・モズレー (1949-2009) | ショーン・モズレー (1949-2009) | ショーン・モズレー (1949-2009) | ショーン・モズレー (1949-2009) | ショーン・モズレー (1949-2009) | ショーン・モズレー (1949-2009) |                                                                                 |                                                                                 | ベニシア・スタンリー・スミス (1950-2023) m. 梶山正                                                    | ベニシア・スタンリー・スミス (1950-2023) m. 梶山正                                                    | ベニシア・スタンリー・スミス (1950-2023) m. 梶山正                                                    | ベニシア・スタンリー・スミス (1950-2023) m. 梶山正                                                    | ベニシア・スタンリー・スミス (1950-2023) m. 梶山正                                                    | ベニシア・スタンリー・スミス (1950-2023) m. 梶山正                                                    |  |  | デイヴィッド・カーゾン (法定推定相続人) (1983-)                                                       | デイヴィッド・カーゾン (法定推定相続人) (1983-)                                                       | デイヴィッド・カーゾン (法定推定相続人) (1983-)                                                       | デイヴィッド・カーゾン (法定推定相続人) (1983-)                                                       | デイヴィッド・カーゾン (法定推定相続人) (1983-)                                                       | デイヴィッド・カーゾン (法定推定相続人) (1983-)                                                       |  |  |  |  |  |  |  |  |  |  |  |  |  |  |  |  |  |  |  |  |  |  |  |  |
|                                                                                |                                                                                |                                                                                |                                                                                |                                                                                |                                                                                |  |  | 4代レイブンズデール男爵 8代(アンコーツ)準男爵 ニコラス・モズレー (1982-)                                                                                   | | | | | |                                                                                 |                                                                                 | | | | | | |  |  | | | | | | |  |  |  |  |  |  |  |  |  |  |  |  |  |  |  |  |  |  |  |  |  |  |  |  |